# Rivierlandschap met ruïne
Rivierlandschap met ruïne is een schilderij van Wijnand Nuijen in het Rijksmuseum in Amsterdam. Het kunstwerk is een  romantisch landschapsschilderij en was vernieuwend naar Nederlandse begrippen.

## Voorstelling
Het kunstwerk stelt een aanzicht van een rivierlandschap voor. Aan de rechterkant ziet men bij de oeverwal de ruïne van een kasteel staan. Rechts van de kasteelruïne stroomt een kleine beek die uitmondt in de rivier die op de linkerzijde van het schilderij te zien is. Op de rivier vaart een boot met twee mensen erop. Bij de beek ziet men een kale, omgevallen boom liggen. In de lucht zijn donkere wolken te zien die dit rivierlandschap plaatselijk verduisteren.